# メルカプトアセチルグリシルグリシルグリシンテクネチウム (99mTc)
メルカプトアセチルグリシルグリシルグリシンテクネチウム (99mTc)（Mercaptoacetylglycylglycylglycine technetium）またはMAG3とは、シンチグラフィおよびレノグラフィによる腎および尿路疾患の診断に用いられる診断薬である。
別名として、メルカプトアセチルトリグリシンテクネチウム (99mTc)（Mercaptoacetyltriglycine technetium）またはテクネチウム (99mTc)メリチアジド（Technetium mertiatide）とも呼ばれる。
ジエチレントリアミン五酢酸テクネチウム (99mTc)（99mTc DTPA）より腎抽出率が高くシャープなレノグラムが得られるとされる。同じ目的に使用される、ベンゾイルメルカプトアセチルグリシルグリシルグリシンテクネチウム (99mTc) も同じくMAG3と呼ばれる。